# 香港大学大学堂

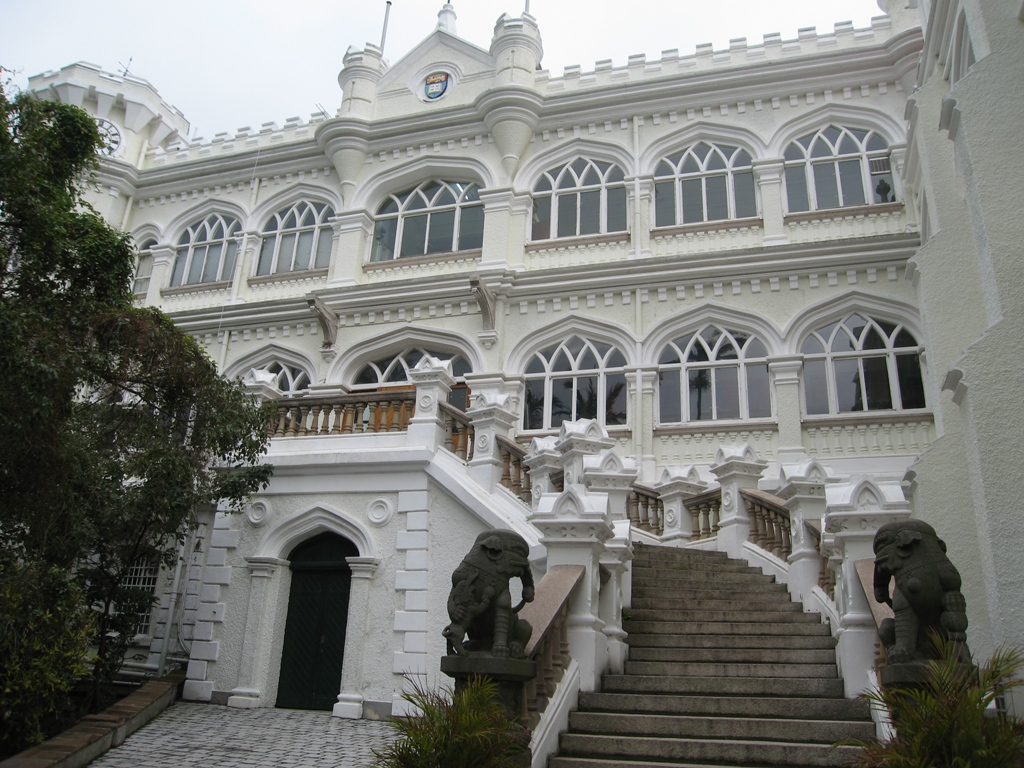
香港大学大学堂

香港大学大学堂（ホンコンだいがくだいがくどう、中国語: 香港大學大學堂、英語: University Hall）は香港大学の宿舎であり、香港法定古蹟に登録されている。
香港大学大学堂は1861年に建設され、当時はスコットランド商人Douglas Lapraikの私邸だった。1894年、パリ外国宣教会はこの建物を購入し、ナザレ・ハウス（英語: The Nazareth House）と改名した。太平洋戦争中、旧日本軍はこの建物を徴用した。1954年、香港大学がこの建物を購入し、1956年からは男子寮として利用している。